# Palais Baisui
Le Palais Baisui (chinois simplifié : 百岁宫 ; chinois traditionnel : 百歲宮 ; pinyin : Baǐsuì Gōng)  est un temple bouddhiste situé au sommet du pic Chaxiao, à Chizhou dans la province de Anhui, Chine. Au cours de 400 ans, le temple a été détruit et reconstruit plusieurs fois, en raison de la guerre et des catastrophes naturelles. Aux côtés du Zhiyuan Temple(Mount Jiuhua), du temple Dongyan Chan et du temple Ganlu, il est vénéré comme l'un des quatre grands temples bouddhistes du mont Jiuhua ».

## Historique

### Dynastie Ming
Le temple a été construit pour la première fois pendant la période Wanli (1573–1620) de la dynastie Ming (1368–1644) par le moine Haiyu, plus communément connu sous le nom de "Maître Wuxia" (无瑕禅师). Haiyu est mort à l'age de  110 ans, son corps s'est momifié au fil des années.

### Dynastie Qing
Le temple a subi cinq rénovations durant toute la dynastie Qing (1644-1911). En 1717, sous le règne de l'empereur Kangxi (1662-1722), un incendie catastrophique a consumé le temple, et il a été restauré en 1721 par l'abbé Sancheng (三乘). Il a été rénové et redécoré en 1814 et 1826 respectivement.
En 1853, à la suite d'une décision de l'empereur Xianfeng' (咸丰)  la plupart des bâtiments du temple ont été détruits pendant la guerre entre la rébellion Taiping et l'armée Qing.
Une partie du temple a été détruite par un incendie à la fin de la période Guangxu (1875-1908). La momie de Haiyu, sceau d'or, sceau de jade a survécu.

### République de Chine
De 1931 à 1953, les moines Changdi (常谛), Juezhen (觉真), Wuguang (悟光) et Xinmiao (心妙) furent successivement les abbés du temple.

### République populaire de Chine
Après la 3e session plénière du 11e Comité central du Parti communiste chinois, le gouvernement local a rénové et redécoré le temple en 1982.
Le temple a été désigné comme temple bouddhiste clé national dans la région chinoise Han par le Conseil d'État de Chine en 1983.

### Architecture
Le temple occupe une zone de construction de 2 987 m2, (32 150 pieds2). Les bâtiments principaux existants comprennent le Shanmen , la salle Mahavira , la salle du corps (t=肉身殿), la salle à manger, l'entrepôt et la maison du moine.